# Noordelijke stekelkruin
De noordelijke stekelkruin (Phacellodomus inornatus) is een zangvogel uit de familie Furnariidae (ovenvogels). Eerder was dit een ondersoort van de roodkapstekelkruin (P. rufifrons).

## Verspreiding en leefgebied
Deze soort komt voor in noordelijk Colombia en noordelijk Venezuela en telt twee ondersoorten:
- P. i. inornatus: het noordelijke deel van centraal Venezuela.
- P. i. castilloi: noordoostelijk Colombia en westelijk en centraal Venezuela.

## Status
De grootte van de populatie is niet gekwantificeerd maar aangenomen wordt dat deze groter is dan tienduizend volwassen vogels. Op de Rode lijst van de IUCN heeft deze soort de status niet bedreigd.